# Incestophantes amotus
Incestophantes amotus là một loài nhện trong họ Linyphiidae.
Loài này thuộc chi Incestophantes. Incestophantes amotus được Andrei V. Tanasevitch miêu tả năm 1990.